# Gasteracantha rhomboidea
Gasteracantha rhomboidea là một loài nhện trong họ Araneidae. Chúng được Félix Édouard Guérin-Méneville miêu tả năm 1838.

## Phân loài
- Gasteracantha rhomboidea comorensis, Strand, 1917
- Gasteracantha rhomboidea madagascariensis, Vinson, 1863